# La Jeep de Fantasio
La Jeep de Fantasio de son titre original La Jeep est la seizième histoire de la série Spirou et Fantasio de Jijé. Elle est publiée pour la première fois dans Spirou du no 35/45 au no 411.

## Univers

### Synopsis
Fantasio vient d'acquérir une jeep de l'armée américaine. Sa conduite fantaisiste feront vivre à lui et à Spirou des aventures rocambolesques. Cette Jeep sera l'un des premiers véhicules utilisés par le duo, avant la turbotraction ou autre Noemie…

## Publication

### Revues
Publié dans Spirou en 1945.

### Album
L'épisode paraît en album dans Spirou et l'Aventure (1948) et dans Les Mémoires de Spirou (1989).